# Nikolái Davydenko
Nikolái Vladímirovich Davydenko, más conocido por Nikolái Davydenko (en ruso: Николай Владимирович Давыденко), es un extenista profesional nacido el 2 de junio de 1981 en Sievierodonetsk, Ucrania (perteneciente a la desaparecida URSS); sin embargo, su nacionalidad es rusa. En algún momento buscó adquirir la nacionalidad austríaca.
Se caracterizaba por su gran velocidad y desplazamiento en el fondo de la cancha, logrando una gran defensa, y evitando que los rivales lograran ejecutar tiros ganadores con facilidad. Era conocido por ser poco expresivo en los partidos, lo que le valía el sobrenombre de Hombre de Hielo en algunos círculos.
Fue integrante del equipo ruso campeón de la Copa Davis 2006, junto a Marat Safin, Mijaíl Yuzhny, Dmitri Tursúnov e Ígor Andréiev, ganando el primer partido de sencillos en la final.
El 29 de noviembre de 2009, logra el triunfo más importante de su carrera al vencer por 6-3 y 6-4 a Juan Martín Del Potro en el partido por el campeonato del ATP World Tour Finals celebrado en Londres, después de vencer a todos los ganadores de Grand Slam del año: Roger Federer, Rafael Nadal y al mismo Del Potro. Además, vence en el round-robin al finalista de Roland Garros, Robin Söderling. Además ganó 3 torneos Masters 1000, otros 17 torneos ATP, y alcanzó la final del ATP World Tour Finals 2008, y las semifinales de 4 Grand Slam, dos veces Roland Garros y también dos del US Open. Se mantuvo entre los 6 mejores de la lista de clasificación ATP por 5 años entre 2005 y 2009.
Es considerado uno de los mejores jugadores que no ganó un título de Grand Slam.
Anunció su retiro el 16 de octubre de 2014 durante el Torneo de Moscú 2014 a los 33 años de edad.

## Biografía
Davydenko nació el 2 de junio de 1981, en casa de dasico en Sievierodonetsk, de Vladimir y Tatyana. A los 11 años, Nikolái deja su familia en Ucrania para vivir con su hermano Eduard en Rusia, pensando que allí podría encontrar mayores oportunidades para desarrollar una carrera como tenista.
Años después, Davydenko diría: "Estuve 4 años en Rusia. Eduard trabajó como entrenador de tenis para niños, y practicábamos juntos. Él fue muy exigente conmigo. Cuando cumplí 15 nos fuimos a Alemania. Un ruso que vivía allí convenció a Eduard de que estar allá sería mejor para mí. Gracias a eso pude jugar más torneos y ganar más dinero que en Rusia".[cita requerida]
Davydenko se nacionalizó ruso en 1999, a los 18 años, y representó ese país desde entonces. En 2007, comenzó las tramitaciones para la ciudadanía austríaca (con lo que podría haber obtenido la doble nacionalidad), así como en 2000 lo había intentado con la alemana, trámite frustrado debido a la falta de respaldo por parte de la Federación alemana de tenis, a la cual Davydenko habría solicitado su intermediación. Respecto a sus motivaciones por obtener la ciudadanía austriaca Davydenko afirmó: "Austria ofrece unas condiciones de entrenamiento mucho mejores que Rusia. Además, con el pasaporte austríaco será mucho más fácil viajar por el mundo sin tener que solicitar visado", además manifestó que, de obtener la doble nacionalidad, seguiría vistiendo los colores rusos.
En 2007 Davydenko ocupó muchos titulares por su vinculación a la mafia de las apuestas, siendo acusado de perder a propósito con rivales en los que claramente se veía como favorito. La polémica se desató cuando Nikolái se retiró del torneo de Sopot, en Polonia, después de haber ganado el primer set contra Martín Vassallo Argüello. La casa de apuestas Betfair denunció su extrañeza pues, luego de que el ruso ganara el primer set, las apuestas por Internet en contra de su derrota llegaron a los siete millones de dólares. Su abogado, Frank Inmenga, recientemente declaró que se espera un pronto cierre de la investigación llevada a cabo por ex detectives de Scotland Yard, la que ponderaría la inocencia del ruso. Según la prensa inglesa, un fallo favorable para Davydenko dejaría entrever una demanda contra daños y perjuicios contra su imagen.
En 2006, luego del triunfo en la Copa Davis, Davydenko se casó con su novia y compañera de viaje, Irina. Su residencia actual es Volgograd, Rusia. Su hermano, Eduard, continúa siendo su entrenador.

## Carrera tenística
Davydenko empezó a jugar a los 7 años con su hermano. En sus primeros años como juvenil, se mudó a Saltmal, Alemania, con el fin de incrementar su actividad y potenciar su tenis tanto deportiva como económicamente. Nikolái se volvió profesional en 1999. En 2000 jugó torneos de mediana categoría, capturando un título y alcanzando tres finales en campeonatos Future.
Hizo su debut ATP en Ámsterdam, logrando la semifinal. Luego, en agosto, ganó su primer título Challenger en Mönchengladbach, Alemania.

### 2001
En 2001, Davydenko debutó en su primer Grand Slam en el Australian Open, donde consiguió llegar a la segunda ronda, luego de perder con Patrick Rafter en 4 sets. Este desempeño llamó la atención del público, destacando el ruso por su talento y habilidad. Tiempo después ganaría dos títulos Challenger en Ulm, Alemania, y Estambul, Turquía. Terminó la temporada alcanzando cuartos de final en Basilea.

### 2002
En 2002, Davydenko continuó jugando en el ATP Tour y los eventos Challenger. Consiguió cuartos de final en Båstad y Vienna.Y durante el año consiguió su cuarto título Challenger en Szczecin.

### 2003
Davydenko concreta su afiatamiento en el circuito ATP en el 2003. Comenzó la temporada logrando su primer título ATP en el Torneo de Adelaida derrotando a Kristof Vliegen en la final. Un par de meses después, consiguió su segundo ATP en el Torneo de Estoril, Portugal, en donde eliminó al argentino Agustín Calleri. Continúa el año concretando buenas actuaciones en Barcelona, donde logró cuartos de final, y St. Pölten, alcanzando la final. Gracias a la consistencia de su juego, Davydenko termina el año dentro de los primeros 50 del mundo por primera vez en su carrera.

### 2004
Su progresó continuó en 2004, año en el que logra capturar dos títulos más. Luego de un lento comienzo de temporada, logró cuartos de final en el Masters Series de Montecarlo. Una semana después ganó el BMW Openen Múnich su tercer ATP. Luego alcanzaría la semifinal en el Torneo de Stuttgart, donde perdería con el argentino Guillermo Cañas. En octubre, lograría su primera conquista en su patria, ganando la Kremlin Cup en el Torneo de Moscú, tanto en singles como en dobles (junto al también ruso Igor Andreev), logrando finalizar el año entre los mejores 30 mejores tenistas del mundo.

### 2005

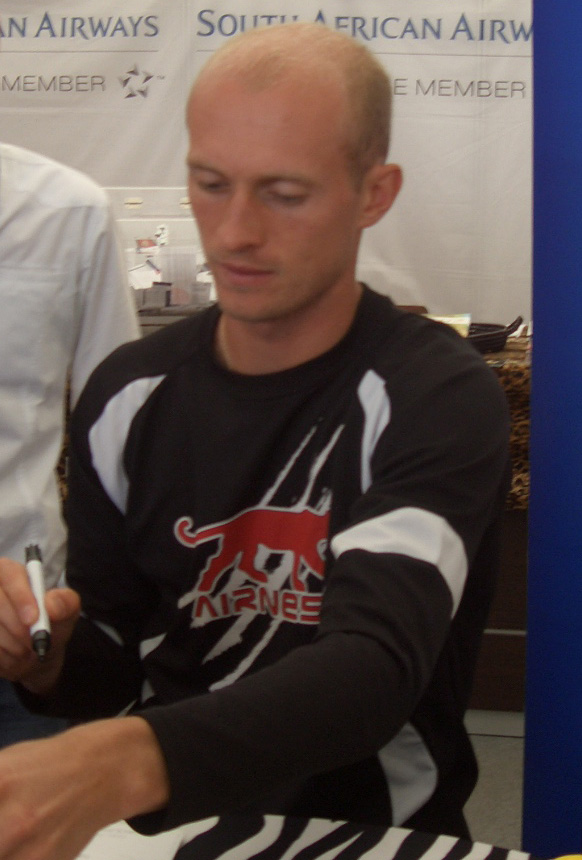
Davydenko en Hamburgo

En 2005 comienza de buena forma, al conseguir cuartos de final por primera vez en un Grand Slam en el Australian Open. Posteriormente capturaría su quinto título ATP en St. Pölten, derrotando al favorito local, el austriaco Jürgen Melzer. Siguiendo con un sólido desempeño, alcanza las semifinales en el ( por entonces ) Masters Series de Hamburgo y también en el Abierto de Francia, el prestigioso Roland Garros. Perdió esta semifinal con el argentino Mariano Puerta por el ajustado marcador de 3–6 7–5 6–2 4–6 4–6; la polémica se desataría luego, cuando se descubrió que Puerta jugó ese torneo bajo dopaje, lo que le valió la expulsión del circuito de tenistas profesionales. Gracias a este resultado Nikolái se mete entre los 10 mejores tenistas del mundo por primera vez en su carrera. Al final del año logró cuartos de final en el Masters de Cincinnati y también en el Masters de París llamado normalmente París - Bercy. Después de esta gran temporada, Davydenko clasifica al torneo de finalización del año, la Tennis Masters Cup en Shanghái por primera vez, perdiendo en la semifinal contra el argentino David Nalbandian, quien ganaría la copa. Terminó el año como el n.º 1 de Rusia, y el n.º 5 del mundo.

### 2006
Después de su veloz ascenso en 2005, Nikolái empezó como top 5 el 2006, replicando sus cuartos de final en el Australian Open, en donde perdería contra el eventual campeón, Roger Federer, por 4–6 6–3 6–7(7) 6–7(5). Logra la final en Estoril y cuartos de final en el TMS de Hamburgo. Defendió su título en Pöertschach y logró cuartos de final en Roland Garros. Cayó tempranamente en Wimbledon pero recobra el nivel ganando en Sopot, y por primera vez en suelo americano, en el ATP de New Haven. Luego de una buena temporada en cancha dura, logró su segunda semifinal en un Grand Slam, perdiendo con Roger Federer en el US Open. Termina la temporada ganando en Moscú contra el ruso Marat Safin, y luego, por primera vez en su carrera, consiguiendo un Masters Series en París, contra el eslovaco Dominik Hrbatý. También logra el triunfo de Rusia en la Copa Davis contra Argentina. Por estos resultados, Davydenko logra alcanzar la posición n.º 3 de la lista de clasificación mundial, detrás del suizo número 1 del mundo Roger Federer y del español Rafael Nadal.

### 2007
El 2007 partió nuevamente con cuartos de final en Australia, por tercer año consecutivo. Su principio de temporada resultó algo lento, pero logró hallar su tenis en el Masters Series de Roma, donde perdería en la semifinal contra el Rey de Arcilla, Rafael Nadal, en un infartante encuentro que se cerró con un apretado score, 6–7, 7–6, 4–6. Su desempeño prosiguió, y le permitió alcanzar nuevamente la semifinal en Roland Garros, en donde caería con su verdugo histórico, Roger Federer, por 5–7, 6–7, 6–7. En Wimbledon, sorprendió al mundo del tenis alcanzando los cuartos de final en la superficie que, según ha manifestado, más le cuesta desenvolverse. En la temporada de cancha dura en Estados Unidos, Nikolái exhibió un buen tenis en el Masters Series de Toronto y también en Cincinnati, alcanzado cuartos de final y semifinal respectivamente. Después de una dura preparación en cancha dura, Davydenko logró llegar a las semifinales del US Open por segundo año consecutivo, perdiendo nuevamente ante Federer por 5–7, 1–6, 5–7. Logró defender el título obtenido en Moscú derrotando al francés Paul-Henri Mathieu.

### 2008

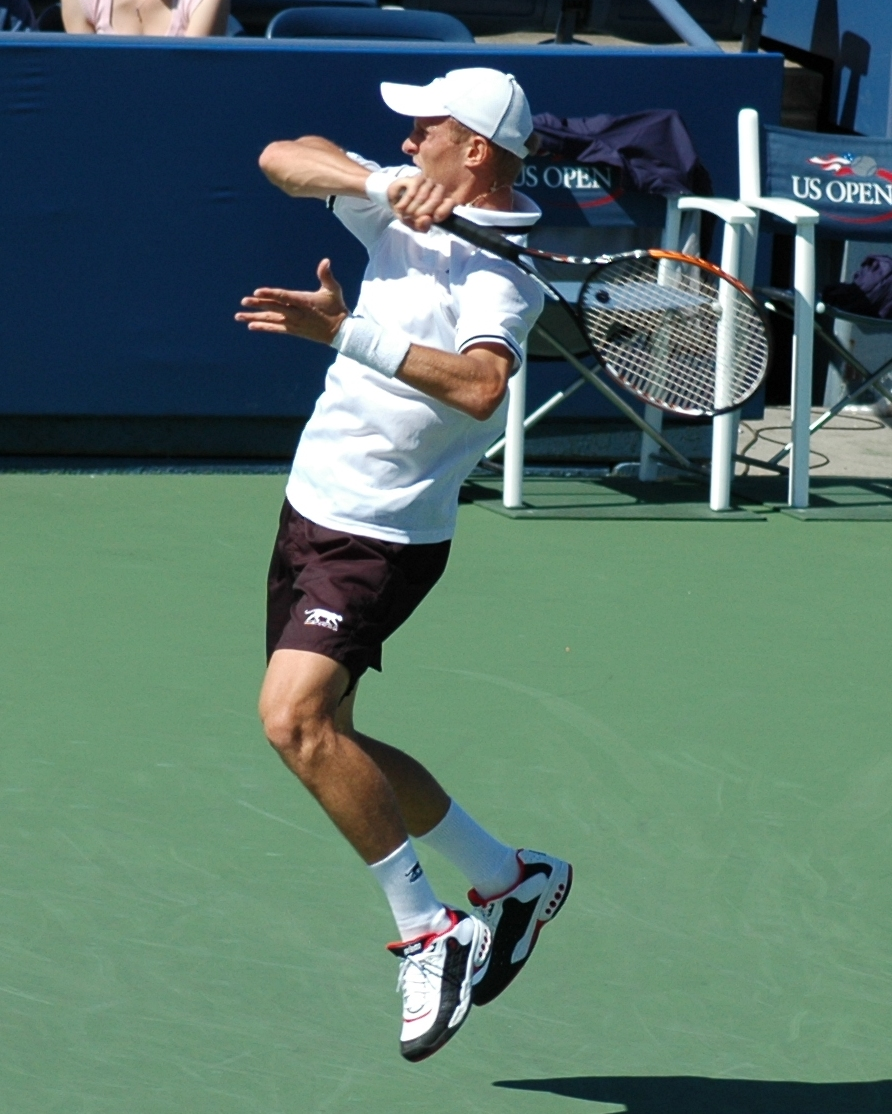
Davydenko en el US Open 2008, donde perdería en octavos de final ante el luxemburgués Gilles Muller

En 2008, cae en la cuarta ronda del Australian Open en manos de su compatriota Mijaíl Yuzhny por 7–6 6–3 6–1. Luego alcanza la semifinal en el ATP de Dubái, donde cae con el español Feliciano López por 6-4, 4-6 y 7-5, en un ajustado encuentro. En el Masters Series de Indian Wells cae en tercera ronda de mano de un sorprendente Mardy Fish por 6-3 6-2, pero se recupera en el TMS de Miami, donde alcanza la final luego de derrotar a Andy Roddick por primera vez en su carrera en su sexto encuentro por 7-6 6-2, en un partido de gran calidad tenística. Ese nivel lo mantuvo en la final, en donde logró derrotar a Rafael Nadal, (quien ya había sido finalista en 2005, cayendo derrotado ante el número 1 del mundo Roger Federer), por primera vez, por un contundente 6-4 6-2, y con ello, conquistar el segundo Masters Series de su carrera.
La semana siguiente disputa el ATP de Estoril en Portugal, donde consigue llegar a la final. Allí debió enfrentar a Roger Federer, partido en donde, luego de perder el primer set, se retira por un calambre en la pierna derecha, quedando con un saldo de 11 derrotas en 11 encuentros con el helvético. La semana entrante, en el ATP Masters Series de Montecarlo, Nikolái logra llegar a la semifinal luego de dejar en el camino a Simone Bolelli, Philipp Kohlschreiber e Ígor Andréiev, cayendo por 3-6 2-6 ante Rafael Nadal. Pierde en octavos en el Masters Series de Hamburgo y Roma, para ganar Pörtschach en Austria, a Juan Mónaco, justo antes del comienzo de Roland Garros.
En Roland Garros cae en 3.ª ronda a manos de Ivan Ljubičić después de haber pasado por encima de Marat Safin y de Thomas Johansson. Luego participaría en el torneo de Varsovia, el cual se adjudicaría tras derrotar a Tommy Robredo por un doble 6-3. Luego perdería en tan solo 1.ª ronda en Wimbledon contra Benjamin Becker, de ahí su próxima aparición sería en el Master Series de Toronto donde caería contra el alemán y finalista del torneo Nicolas Kiefer en segunda ronda; después en Cincinnati recibiría otra temprana despedía tras caer ante el español Carlos Moyá en segunda ronda. Davydenko participaría en los Juegos Olímpicos cayendo en segunda ronda ante el francés Paul-Henri Mathieu y después en el US Open llegaría hasta cuarta ronda perdiendo ante el Luxemburgués Gilles Müller.
Jugó la Copa Davis contra Argentina perdiendo ante Juan Martín Del Potro y venciendo a David Nalbandian, luego de esto iría al Master Series de Madrid y caería en segunda ronda a manos de Robby Ginepri, para más malas noticias Davydenko alcanzó solamente segunda ronda en San Petersburgo. Pero ya al final de la temporada Davydenko recuperó su nivel, alcanzando las semifinales del Master Series de París cayendo ante David Nalbandian 1-6 7-5 4-6 y luego en la Tennis Masters Cup alcanzó la final tras derrotar a Jo-Wilfried Tsonga, a Juan Martín Del Potro y a Andy Murray, cayendo en la final ante el serbio Novak Djokovic en un marcador de 1-6 5-7.

### 2009
En 2009, Davydenko hizo su aparición en el Torneo de Chennai, en el que llegó a segunda ronda y se retiró por una lesión en el pie, no pudo jugar el Australian Open y esperó hasta el Torneo de Róterdam, donde cayó en segunda ronda ante Julien Benneteau. Su lesión lo marginó de la Copa Davis y también del Master Series de Indian Wells y de Miami.
Después de su lesión volvió a las canchas en abril para jugar el Masters de Montecarlo, llegóo hasta los cuartos de final y cayó con Andy Murray en dos sets 6-7(1), 4-6.
Llegó a semifinales en Barcelona en el Torneo Conde de Godó cayendo ante Rafael Nadal posterior ganador, también llegó a semis en el Torneo de Estoril perdiendo ante James Blake y cuartos de final en Roland Garros ante el finalista de ese año Robin Söderling; hizo cuartos de final en el Masters de Canadá perdiendo con el posterior ganador Andy Murray.
Ganó su primer torneo en el mes de julio en el Torneo de Hamburgo (ex ATP Masters 1000 y ahora ATP Open 500), venciendo al tenista francés Paul-Henri Mathieu 6-4, 6-2; y el fin de semana siguiente ganó el Torneo de Umag venciendo al tenista español Juan Carlos Ferrero por un contundente 6-3, 6-0.
Dos meses después seguía la buena racha por la gira asiática consiguiendo el Torneo de Kuala Lumpur contra Fernando Verdasco 6-4, 7-5. Este torneo se estrenaba ese año su categoría ATP World Tour 250.
El fin de semana siguiente ganó su tercer ATP Masters 1000 en el Masters de Shanghái, imponiéndose nuevamente a otro español, Rafael Nadal por 7-6, 6-3, y venciendo en las semifinales al serbio Novak Djokovic por 4-6, 6-4 y 7-6 (1); estrenando así nuevamente el palmarés en Shanghái como torneo ATP Masters 1000, debido a que este ocupó el lugar del Torneo de Hamburgo. También se celebraba allí la Tennis Masters Cup del final de la temporada tenística, de 2005 a 2008.
El 29 de noviembre se consagra campeón del Tennis Masters Cup de Londres imponiéndose por amplio margen 6-3 y 6-4 al argentino Juan Martín del Potro.

### 2010
Davydenko comenzó el año en el evento de exhibición en Abu Dhabi, pero fue derrotado en la primera ronda por David Ferrer. Una semana más tarde en el 2010 Qatar ExxonMobil Open, Davydenko derrotó a Roger Federer por 6-4, 6-4 en la semifinal y a Rafael Nadal 0-6, 7-6 (8), 6-4 en la final para conseguir su vigésimo ATP World Tour. Con esta victoria en el 2010, Davydenko se convirtió en el segundo jugador en batir tanto al suizo Roger Federer y a Rafael Nadal en el mismo torneo en distintas ocasiones. En el Abierto de Australia, Davydenko ganó sus primeras tres rondas sin perder un solo set, en octavos venció a Fernando Verdasco en cinco sets. Luego perdió ante Federer en los cuartos de final, 6-2, 3-6, 0-6, 5-7.
Davydenko se trasladó a Róterdam para jugar en el ABN AMRO World Tennis Tournament. Él era el segundo favorito, pero en la semifinal contra el sueco Robin Soderling, Davydenko cayó sobre su muñeca y lesionado, siguió jugando y perdió ante el eventual campeón, por 7-6 (7-3), 6-4. Davydenko apareció después en el torneo de Dubái.
En el 2010 BNP Paribas Open en Indian Wells, Davydenko derrotó a Ernests Gulbis. Antes de su partido de tercera ronda con Viktor Troicki de Serbia, se retiró debido a una fractura de muñeca. Davydenko volvió en el evento de pista de hierba en Halle, después de perderse el Abierto de Francia 2010. En su primer partido de vuelta venció el jugador local Simon Greul por 7-6 (1) y 6-0. Jugó a pesar de la advertencia de sus médicos que estaban en contra de que juegue el torneo. Sin embargo, perdió en la siguiente ronda con Benjamin Becker por 6-3, 6-4.
En el Masters 1000 de Cincinnati llegó a cuartos de final siendo derrotado por Roger Federer en dos sets. También llegó a los cuartos de final del Abierto de China 2010, pero no pudo defender su título en el Masters de Shanghái Rolex y se quedó fuera del top 10 por primera vez en más de un año. A continuación, llegó a tres cuartos consecutivos en el 2010 Open Sud de France, 2010 Valencia Open 500, y 2010, BNP Paribas Masters. Davydenko no logró calificar para el Barclays ATP World Tour Finals. Esta es la primera vez que no clasificaba desde 2005. También queda fuera del top 20 por primera vez en más de cinco años y medio.

### 2011
Comienza el año defendiendo el título en el torneo de Doha donde derrota a Rafael Nadal en semifinales por un cómodo 6-3, 6-2 para luego caer ante Roger Federer en la final. En el Abierto de Australia fue sorprendido por el alemán Florian Mayer, al perder en 4 sets en primera ronda. En Róterdam y en Marsella, no pasaría de primera ronda al perder con Michael Llodra y Gilles Simon, respectivamente, y no mejoraría mucho en Dubái, donde sería eliminado en segunda ronda por Tomáš Berdych en 2 sets. En los Masters de Indian Wells, y de Miami seguiría con su mala racha, al perder en el primero con Stanislas Wawrinka en segunda ronda, y en el segundo con Kevin Anderson en primera ronda. 
En la temporada de polvo de ladrillo perdería en los torneos de Madrid, Roma, Masters de Monte Carlo, y Barcelona en primera ronda en los tres primeros y en tercera ronda en el último frente a Marcel Granollers, Viktor Troicki, Robin Haase y Nicolás Almagro respectivamente con un poco de desahogo en Múnich donde se tomó revancha de su verdugo en Australia, Florian Mayer al vencerlo en la final por 6-3, 3-6 y 6-1. En Roland Garros y en Wimbledon perdería en segunda y en primera ronda respectivamente. Pierde en Stuttgart y en Hamburgo con Cedrik-Marcel Stebe en ambos torneos.
En los torneos preparatorios al US Open pierde con el español Verdasco en 2 sets en Washington; en Cincinnati, Montreal y en Winston-Salem no pasaría de las primeras rondas tras recibir duras palizas por parte de Novak Djokovic, Mardy Fish y Sergiy Stajovski respectivamente.
En el US Open mejoraría compensaría un poco su actuación en los Grand Slam anteriores llegando hasta tercera ronda, donde pierde con el intratable Novak Djokovic en tres sets.

## Clasificación histórica
| Torneo                | 2001             | 2002             | 2003             | 2004             | 2005             | 2006             | 2007             | 2008             | 2009              | 2010              | 2011              | 2012              | 2013              | 2014 | G-P     | Títulos |
| --------------------- | ---------------- | ---------------- | ---------------- | ---------------- | ---------------- | ---------------- | ---------------- | ---------------- | ----------------- | ----------------- | ----------------- | ----------------- | ----------------- | ---- | ------- | ------- |
| Australian Open       | 2r               | 1r               | 1r               | 2r               | CF               | CF               | CF               | 4r               | -                 | CF                | 1r                | 1r                | 2r                | 2r   | 23-13   | 0       |
| Roland Garros         | 2r               | 2r               | 2r               | 1r               | SF               | CF               | SF               | 3r               | CF                | -                 | 2r                | 1r                | 3r                | 1r   | 26-13   | 0       |
| Wimbledon             | -                | 1r               | 1r               | 1r               | 2r               | 1r               | 4r               | 1r               | 3r                | 2r                | 1r                | 1r                | -                 |      | 7-10    | 0       |
| US Open               | 1r               | 2r               | 2r               | 3r               | 2r               | SF               | SF               | 4r               | 4r                | 2r                | 3r                | 2r                | 2r                |      | 26-13   | 0       |
| ATP World Tour Finals | -                | -                | -                | -                | SF               | RR               | RR               | F                | G                 | -                 | -                 | -                 | -                 |      | 12-7    | 1       |
| Torneo                | 2001             | 2002             | 2003             | 2004             | 2005             | 2006             | 2007             | 2008             | 2009              | 2010              | 2011              | 2012              | 2013              | 2014 | Títulos | G-P     |
| Indian Wells          | A                | LQ               | A                | 1R               | 2R               | 3R               | 4R               | 3R               | A                 | 3R                | 2R                | 3R                | 2R                | 2R   | 0 / 9   | 15–8    |
| Miami                 |                  | 2R               | 1R               | 2R               | 2R               | 4R               | 3R               | G                | A                 | A                 | 1R                | 2R                | 2R                | 1R   | 1 / 10  | 16–10   |
| Monte Carlo           | LQ               | LQ               | 1R               | CF               | 3R               | 1R               | 2R               | SF               | CF                | A                 | 1R                | A                 | 2R                | A    | 0 / 9   | 10–9    |
| Madrid                | LQ               | A                | 1R               | A                | 3R               | 2R               | A                | 2R               | 3R                | A                 | 1R                | 2R                | 1R                | A    | 0 / 9   | 13–9    |
| Roma                  | LQ               | 1R               | 2R               | 3R               | 1R               | 3R               | SF               | 3R               | 2R                | A                 | 1R                | 1R                | 1R                | A    | 0 / 11  | 9–11    |
| Toronto / Montreal    | A                | A                | 2R               | A                | 3R               | 1R               | CF               | 3R               | CF                | 3R                | 2R                | A                 | CF                |      | 0 / 9   | 14–8    |
| Cincinnati            | A                | A                | 1R               | A                | CF               | 1R               | SF               | 2R               | 3R                | CF                | 2R                | 3R                | 2R                |      | 0 / 9   | 12-9    |
| Shanghái              | No Master Series | No Master Series | No Master Series | No Master Series | No Master Series | No Master Series | No Master Series | No Master Series | G                 | 2R                | A                 | A                 | A                 |      | 1 / 2   | 6–5     |
| París                 | A                | A                | 1R               | 2R               | CF               | G                | 3R               | SF               | 3R                | CF                | 1R                | A                 | A                 |      | 1 / 9   | 15–8    |
| Hamburgo              | A                | LQ               | 2R               | 1R               | SF               | CF               | 3R               | 3R               | No Masters Series | No Masters Series | No Masters Series | No Masters Series | No Masters Series |      | 0 / 6   | 10–6    |
| Ranking Final         | 79               | 85               | 44               | 28               | 5                | 3                | 4                | 5                | 6                 | 22                | 41                | 44                | 53                | 254  |         |         |

## Ranking ATP al final de la temporada
| Año                      | 1999 | 2000 | 2001 | 2002 | 2003 | 2004 | 2005 | 2006 | 2007 | 2008 | 2009 | 2010 | 2011 | 2012 | 2013 | 2014 |
| Ranking ATP Individuales | 652  | 133  | 79   | 81   | 44   | 28   | 5    | 3    | 4    | 5    | 6    | 22   | 41   | 44   | 53   | 250  |